# Rudolf Barák
Rudolf Barák (* 11. Mai 1915 in Blansko; † 12. August 1995 in Prag) war ein tschechoslowakischer kommunistischer Funktionär, Innenminister und stellvertretender Ministerpräsident, der an Ungesetzlichkeiten der 1950er Jahre beteiligt war und später aus der KSČ (Kommunistische Partei der Tschechoslowakei) ausgeschlossen wurde.

## Politische Karriere
Barák, ursprünglich Schriftsetzer, trat 1945 in die KSC ein und machte schnell Karriere. 1945 bis 1952 hatte er verschiedene Parteifunktionen in Brünn sowie im Kreis Brünn inne. 1952 wurde er zum Kandidaten des Zentralkomitees (ZK) der KSČ, 1954 zum Vollmitglied gewählt und zugleich Mitglied des Politbüros der KSC.
1953 bis 1961 war Barák Innenminister, 1959 bis 1962 auch der stellvertretende Ministerpräsident des Landes in den Regierungen Viliam Široký I, Viliam Široký II und Viliam Široký III. Als Innenminister beteiligte er sich direkt an den Schauprozessen in der ersten Hälfte der 1950er Jahre mit zahlreichen Todesurteilen wie im Slánský-Prozess. Ende der 1950er Jahre beendete Barák die Operation Grenzstein der tschechoslowakischen Staatssicherheit.
Im Februar 1962 kam es zu seiner spektakulären Verhaftung infolge eines nicht öffentlichen Machtkampfes zwischen ihm und Antonín Novotný, damals Erster Sekretär des Zentralkomitees der KSČ. Barák verlor alle seine Partei- wie Regierungsposten und wurde aus der KSČ ausgeschlossen. Die Partei entschied, seinen Fall als kriminelle Tat darzustellen; Barák wurde aufgrund von konstruierten Beschuldigungen zu 15 Jahren Haft verurteilt.
Im Mai 1968 wurde er im Zuge des Prager Frühlings freigelassen. im Juli 1968 wurde das aus dem Jahr 1962 stammende Urteil als gesetzeswidrig aufgehoben.
Barák wurde bis zu seinem Tod (1995) nie wieder politisch aktiv.